# John Walton (médecin)
Pour les articles homonymes, voir Walton.
John Nicholas Walton, baron Walton de Detchant, né le 16 septembre 1922 et mort le 21 avril 2016, est un médecin neurologue, homme politique et pair à vie du Royaume-Uni.

## Biographie
Il est diplômé de la faculté de médecine de Newcastle (qui fait alors partie de l'université de Durham. Walton est président de la British Medical Association (BMA) de 1980 à 1982, du General Medical Council (GMC) de 1982 à 1989 et de la Royal Society of Medicine de 1984 à 1986.
Il est aussi nommé directeur adjoint du Green College d'Oxford en 1983, où il reste jusqu'en 1989. En 2008, Green College fusionne avec Templeton College pour devenir le Green Templeton College, situé sur l'ancien site du Green College.
Il est fait chevalier en 1979, et pair à vie le 24 juillet 1989 avec le titre de baron Walton de Detchant, du nom d'une localité du comté de Northumberland. Il siège comme crossbencher. De 1992 à 1996, puis de 1997 à 2001, il est membre du Science and Technology Committee. De 1993 à 1994 il préside la comité d'éthique médicale (Medical Ethics committee). Depuis 2009 il est secrétaire du groupe des maladies rares (Rare Diseases Group).
Il est membre de l'Académie norvégienne des sciences et des lettres. Il est aussi parrain de la fondation Little, président honoraire perpétue de la Campagne Dystrophie musculaire (Muscular Dystrophy Campaign), vice-président de Parkinson's UK et président honoraire de L'association des étudiants en médecine du Royaume-Uni (United Kingdom Medical Students' Association, UKMSA).

## Armoiries
Devise (en français) : « Dieu défend le droit »